# Zavala (Sotuta)
Zavala es una localidad del municipio de Sotuta en el estado de Yucatán, México.

## Toponimia
El nombre (Zavala) hace referencia a Lorenzo de Zavala.

## Demografía
Según el censo de 2005 realizado por el INEGI, la población de la localidad era de 506 habitantes, de los cuales 265 eran hombres y 241 eran mujeres.
| 133                         | 107 | 203 | 247 | 413 | 374 | 535 | 592 | 646 | 644 | 662 | 560 | 506 |
| (Fuente: INEGI [Consultar]) |     |     |     |     |     |     |     |     |     |     |     |     |